# 趙慎修
趙慎修（1533年—？），字敬思，號清廓，山東莱州府膠州人，軍籍，明朝政治人物。

## 生平
嘉靖三十四年乙卯科山東鄉試第四十四名舉人。嘉靖四十四年（1565年）中式乙丑科會試第二百八十八名，三甲第六十六名進士。通政司观政，本年授盐城知县，隆慶二年（1568年）行取，升兵部主事，四年养病。六年復除本部，升员外，万历元年（1573年）升郎中，三年升扬州知府，八年復除大名府，十二年四月升河南副使，十月患病致仕。卒。

## 家族
曾祖趙本，歲貢生；祖父趙從龍，武昌府同知；父趙完璧，鞏昌府通判，封主事，進階奉政大夫。母高氏（封孺人）。兄慎懷、弟慎幾、慎动，俱庠生。